# 쁘리디 파놈용
쁘리디 파놈용(태국어: ปรีดี พนมยงค์, 1900년 5월 11일 - 1983년 5월 2일)은 태국의 정치인이자 사회 운동가이다. 정치가로서는 제7대 태국 총리와 태국 섭정직을 역임하였으며, 사회 운동가로서는 탐마삿 대학교를 설립하고 제2차 세계 대전 동안 자유 태국 운동을 이끄는 등의 업적을 남겼다.

## 생애

### 어린 시절
쁘리디는 아유타야 주에서 다섯 남매의 둘째로 태어났다.(이 다섯 남매는 본처 소생이며, 이밖에 쁘리디의 아버지는 후처에게서 얻은 두 명의 자식이 있었다)

## 훈장
쁘리디는 다음과 같은 여러 훈장을 받았다.

### 태국
- 1933 -  헌법 수호 메달
- 1937 -  태국 왕관 훈장 대수장[1]
- 1938 -  라마 8세 훈장[2]
- 1939 -  둣디말라 군인훈장[3]
- 1941 -  태국 백상장 대수장[4]
- 1945 -  쭐라쫌끌라오 훈장 대십자장[5]
- 1945 -  태국 구보훈장[5]

### 태국 이외의 국가
- 일본 욱일대수장
- 프랑스 레종 도뇌르 훈장 대십자장
- 벨기에 레오폴트 훈장 대수장
- 이탈리아 성 마우리치오·라차로 훈장 대십자장
- 영국 성 마이클·성 조지 훈장 대십자장
- 미국 자유 메달 황금종려상
- 스웨덴 바사 훈장 대십자장
- 독일 독일 독수리 훈장 대십자장